# 23071 Tinaliu
23071 Tinaliu là một tiểu hành tinh vành đai chính với chu kỳ quỹ đạo là 1794.0674674 ngày (4.91 năm).
Nó được phát hiện ngày 7 tháng 12 năm 1999.